# Skradin
Skradin este un oraș în cantonul Šibenik-Knin, Croația, având o populație de 3.825 de locuitori (2011).

## Demografie
Componența etnică a orașului Skradin
     Croați (79,24%)
     Sârbi (17,75%)
     Necunoscut (0,29%)
     Neclasificat (0,99%)
Componența confesională a orașului Skradin
     Catolici (77,25%)
     Ortodocși (18,72%)
     Necunoscută (2,2%)
     Alte religii (1,83%)
Conform recensământului din 2011, orașul Skradin avea 3.825 de locuitori. Din punct de vedere etnic, majoritatea locuitorilor (79,24%) erau croați, cu o minoritate de sârbi (17,75%). Apartenența etnică nu este cunoscută în cazul a 0,29% din locuitori. Din punct de vedere confesional, majoritatea locuitorilor (77,25%) erau catolici, cu o minoritate de ortodocși (18,72%). Pentru 2,2% din locuitori nu este cunoscută apartenența confesională.